# ボロヴニツァ
ボロヴニツァ（Borovnica, ドイツ語：Franzdorf）は、スロベニアの市である。